# XO (musikalbum)
XO är Elliott Smiths fjärde album, utgivet 1998. Skivan har, liksom övriga album, en del poppiga låtar men även mera avskalade låtar med endast akustisk gitarr.

## Låtlista
Alla låtar skrivna av Elliott Smith.
1. "Sweet Adeline" - 3:15
2. "Tomorrow Tomorrow" - 3:07
3. "Waltz #2 (XO)" - 4:40
4. "Baby Britain" - 3:13
5. "Pitseleh" - 3:22
6. "Independence Day" - 3:04
7. "Bled White" - 3:22
8. "Waltz #1" - 3:22
9. "Amity" - 2:20
10. "Oh Well, Okay" - 2:33
11. "Bottle Up and Explode!" - 2:58
12. "A Question Mark" - 2:41
13. "Everybody Cares, Everybody Understands" - 4:25
14. "I Didn't Understand" - 2:17